# Attenhausen (Sontheim)
Attenhausen ist ein Gemeindeteil von Sontheim im Landkreis Unterallgäu im bayerischen Regierungsbezirk Schwaben. Das Pfarrdorf liegt circa einen Kilometer südlich von Sontheim.

## Geschichte

### Bis zur Gemeindegründung 1818
Die frühesten Siedlungsspuren im Gebiet von Attenhausen stammen aus der Hallstattzeit (um 600 v. Chr.). Bekannt sind Grabhügel und Hochäcker am Luppberg (Standort).
Die erste urkundliche Erwähnung als „Attenhusin“ („bei den Häusern des Atto“) findet sich anlässlich der Gründung des Klosters Ottobeuren im Jahr 764 im Chronicon Ottenburanum. Attenhausen gehörte somit zum ältesten Besitz der Reichsabtei. Der Ort dürfte um das Jahr 700 entstanden sein.
Aus dem 12. und 13. Jahrhundert ist ein örtliches Adelsgeschlecht bekannt. Beispielsweise ist die Schenkung einer Hube durch den Dienstmann Rudolf von Attenhausen an das Kloster Ottobeuren im Jahr 1152 überliefert.
Seit dem 12. Jahrhundert hatte das Kloster Ottobeuren auch das Patronatsrecht der Pfarrkirche St. Andreas (Standort), für die Abt Isingrim im Jahr 1167 Reliquien bereitstellte. Die Kirche war ursprünglich als Burgkapelle einer Wehranlage erbaut worden und wurde 1411 durch Bischof Eberhard von Augsburg zur Inkorporation in die Reichsabtei Ottobeuren vorgesehen. Dieser Schritt wurde 1421 durch Papst Martin V. vollzogen, wodurch ab diesem Zeitpunkt die Herrschaft über Attenhausen dem Kloster auch kirchenrechtlich eingeräumt wurde. Ende des 15. Jahrhunderts entstand in Attenhausen ein eigenes Dorfgericht.
Im Jahr 1407 wurde südwestlich des Ortes ein großer Fischweiher zur Versorgung der Abtei Ottobeuren angelegt. Dieser bestand bis zur Säkularisation, der Staudamm (Standort) ist teilweise bis heute erhalten.
Im Zuge des Deutschen Bauernkrieges stand Attenhausen auf Seiten der Aufständischen. Der Ort wurde daher im Jahr 1525 unter Diepold von Stein auf Befehl des Bauernjörgs geplündert.
Im Dreißigjährigen Krieg war die Pfarrstelle zwischen 1635 und 1647 verwaist. Die Bevölkerung suchte in dieser Zeit Schutz im Kloster.
Zwischen dem 16. und 18. Jahrhundert entstanden mehrere den Ort prägenden Gebäude: 1565 wurde unter Abt Kaspar Kindelmann ein Zehntstadel errichtet, 1677 stiftete Georg Rösch aus Tirol die Josephskapelle (Standort) und 1730 wurde unter Abt Rupert Neß der dem Baumeister Simpert Kraemer zugeschriebene alte Pfarrhof (Standort) erbaut. Die Innenrenovierung der Pfarrkirche wurde 1785 unter Abt Honorat Goehl vollendet, nachdem bereits um 1720/1730 der Chorraum barockisiert worden war. Ein Jahrhundert später, in den Jahren 1837 und 1838, erhielt die Pfarrkirche durch Erweiterung um zwei Fensterachsen nach Westen ihre heutige Form.
Im Jahr 1796 überfielen republikanische französische Soldaten den Pfarrer Franz Josef Dochtermann im Pfarrhof. Diese operierten unter General Moreau im Rahmen des Revolutionskriegs in der Gegend.
Durch die Säkularisation wurde 1802 die Reichsabtei Ottobeuren aufgelöst. Die Herrschaft über Attenhausen fiel damit an Kurbayern, das seinerseits 1806 zum Königreich Bayern wurde. Durch das Gemeindeedikt von 1808 wurde das Gemeindegebiet festgelegt und das bisherige Amt des Ammanns durch einen Gemeindevorsteher ersetzt, der allerdings zunächst durch das 1804 in Ottobeuren neu eingerichtete Kgl. Landgericht bestätigt werden musste. Nach dem Sturz von Montgelas entstand durch den Gemeindeedikt von 1818 die Gemeinde Attenhausen im modernen Sinn.

### Zwischen 1818 und 1945
In den letzten Jahrzehnten des 19. Jahrhunderts entwickelten sich in Attenhausen typische dörfliche Strukturen: Die Freiwillige Feuerwehr entstand 1879, eine genossenschaftlich organisierte Molkerei wurde 1899 eingerichtet. Die Musikkapelle wurde bereits um 1860 gegründet, ein Veteranenverein 1886.
Im Jahr 1897 errichtete Max Rinninger am Staudamm des ehemaligen Fischweihers einen Kalkofen (Standort), der bis 1952 in Betrieb blieb und bis heute erhalten ist. Das heute unter Denkmalschutz stehende Gebäude ist das letzte seiner Art im Landkreis Unterallgäu.
Ab 1908 wurde nahe der Pfarrkirche ein neues Schulgebäude (Standort) erbaut. Die Eröffnung fand am 31. Oktober 1909 statt.
Im Jahr 1938 ist in der landwirtschaftlich geprägten Gemeinde ein erster Traktor photographisch belegt.
Das Ende des Zweiten Weltkriegs in Attenhausen ist nicht genau verzeichnet. Nachdem am 24. April 1945 die deutschen Linien bei Illertissen durchbrochen worden waren, stießen amerikanische Truppen folglich zügig nach Süd-Osten vor. Am 26. April 1945 kapitulierte zunächst die Stadt Memmingen. Den Nachmittag hindurch kam es zu Kampfhandlungen im nördlichen Teil des benachbarten Ortes Sontheim: Anfangs bombardierten US-Jagdbomber eine Flugabwehrstellung, anschließend lieferten sich zwei deutsche Haubitzen ein Artilleriegefecht mit amerikanischen Panzern. Gegen 19:00 Uhr befand sich Sontheim schließlich unter amerikanischer Kontrolle. Daraufhin begaben sich „Fremdarbeiter“ aus Attenhausen nach Sontheim und versicherten den Amerikanern, dass in Attenhausen kein Widerstand zu erwarten sei. Am folgenden Tag rückten die US-Truppen weiter in Richtung Kaufbeuren, Schongau und Landsberg am Lech vor.

### Nach 1945
Im Jahr 1953 wurde durch den Ottobeurer Architekten Willy Hornung ein neuer Pfarrhof (Standort) errichtet, der näher an der Pfarrkirche liegt. Der alte Pfarrhof wird seither als Kindergarten genutzt. Damit begann die Verbauung des Raums zwischen Siedlung und Kirche, nachdem das Gotteshaus über Jahrhunderte außerhalb der Ortschaft gelegen hatte.
Bald darauf zeichnete sich der Strukturwandel immer mehr ab, in dessen Folge viele der Bürger zu Pendlern in die umliegenden Städte und Marktgemeinden wurden. Beispielsweise wurde die Mühle 1957 stillgelegt.
Zum Schuljahr 1969/70 trat die Landschulreform in Kraft. Aus der vormaligen „Katholischen Bekenntnisschule Sontheim“ mit acht Jahrgangsstufen wurde die für die beiden Gemeinden Sontheim und Attenhausen zuständige Grundschule mit vier Jahrgangsstufen, die eigenständige Schule in Attenhausen wurde aufgelöst. Im dortigen Schulhaus wurden jedoch bis zum Abschluss der Ausbauarbeiten am Gebäude der Erkheimer Hauptschule weiter von dort ausgelagerte Klassen unterrichtet. Auch in den späten 1990er Jahren wurde das Schulhaus in Attenhausen vorübergehend reaktiviert, als in der Sontheimer Grundschule wegen der vorübergehenden Einrichtung von sechs Klassen keine Räume mehr zur Verfügung standen.
Am 1. Mai 1978 wurde im Zuge der Gemeindegebietsreform die ehemals selbständige Gemeinde Attenhausen zu Sontheim eingegliedert.
Seit 2007 gehört die Pfarrgemeinde zur Pfarreiengemeinschaft Erkheim-Günztal, wurde aber noch bis Juni 2017 durch einen Missionar vom Kostbaren Blut aus Maria Baumgärtle betreut.

### Einwohnerentwicklung
- 1564: 355 Einwohner[2]
- 1969: 622 Einwohner[22]
- 1970: 641 Einwohner[22]
- 2003: 710 Einwohner[2]
- 2016: 728 Einwohner[23]
- 2018: 767 Einwohner[24]

## Sehenswürdigkeiten
- Katholische Pfarrkirche St. Andreas
- Kapelle St. Joseph
- Pfarrhaus
- Daneben weist der Ort noch einige gut erhaltene historische Bauernhäuser und Wohnhäuser auf, z. B.:

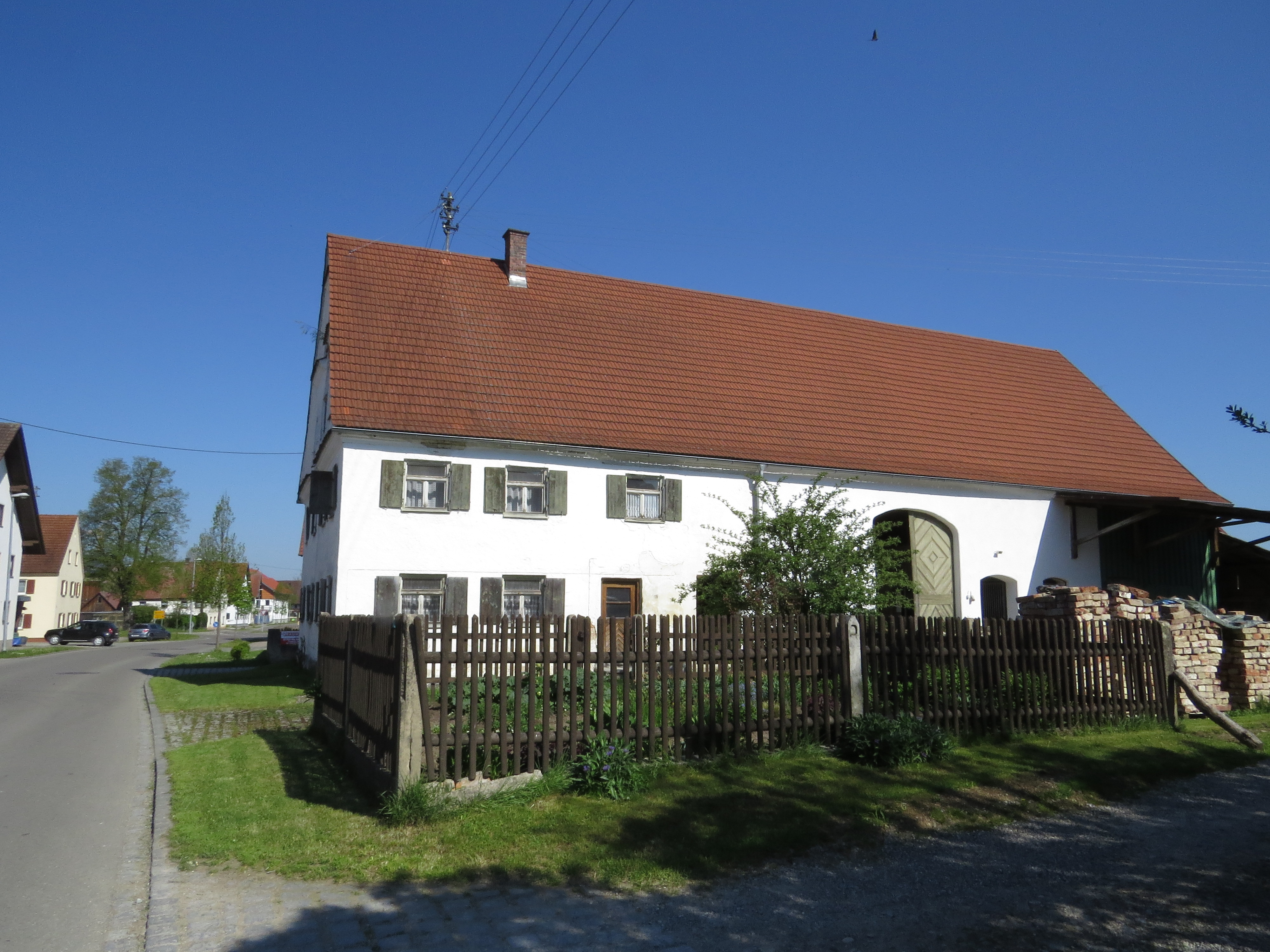
Dorfstraße 19
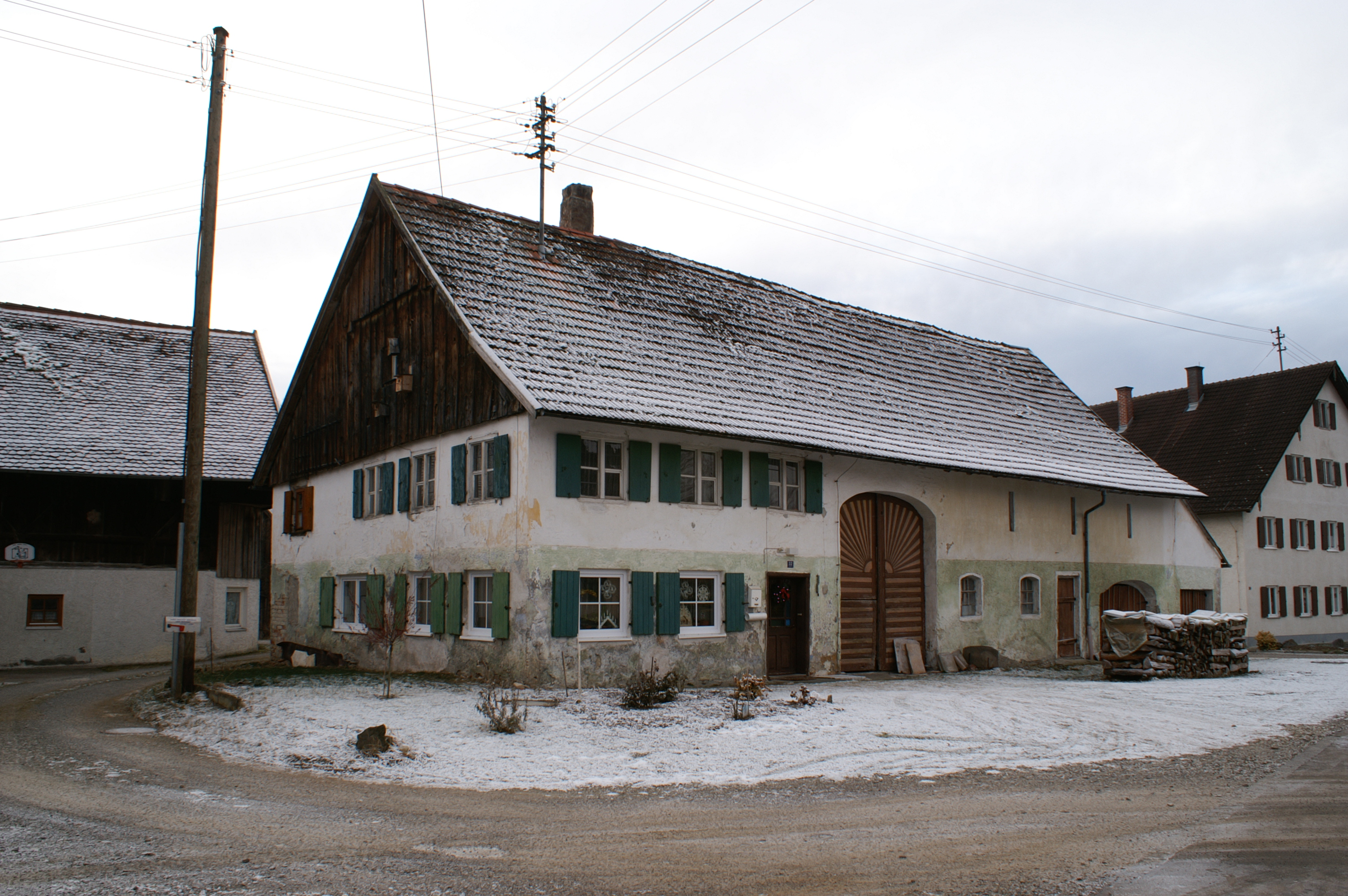
Dorfstraße 32
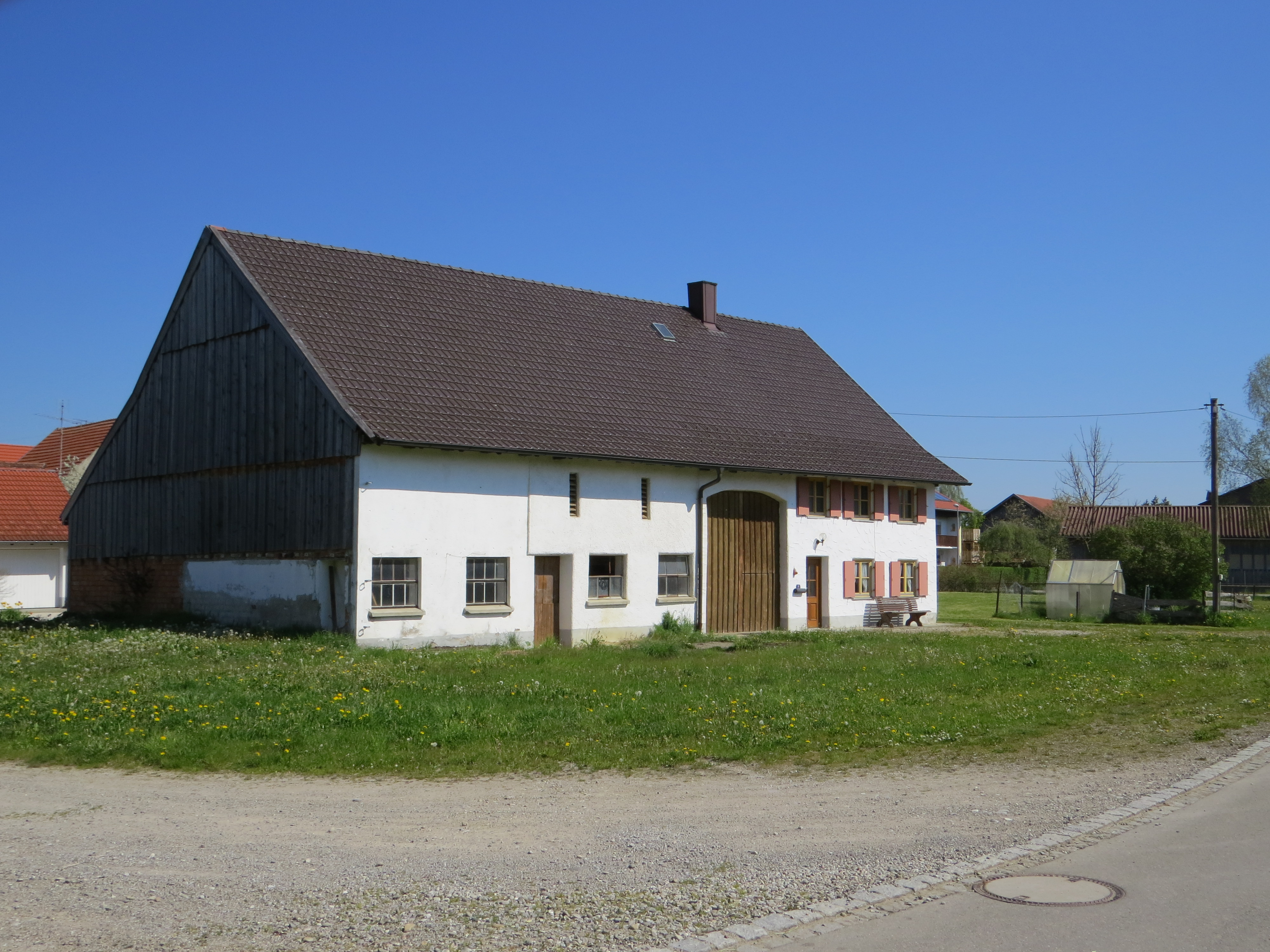
Kirchstraße 8
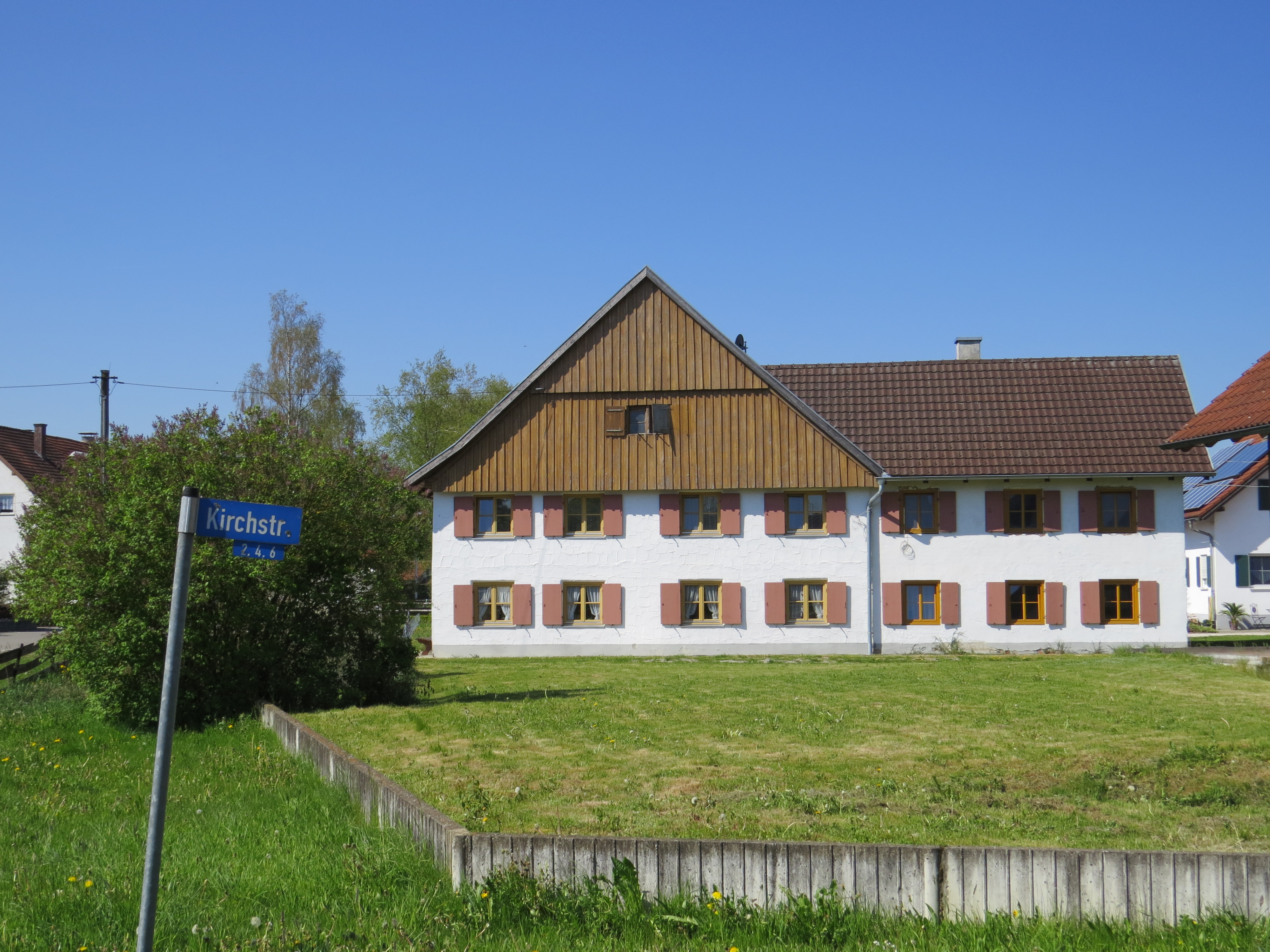
Kirchstraße 8
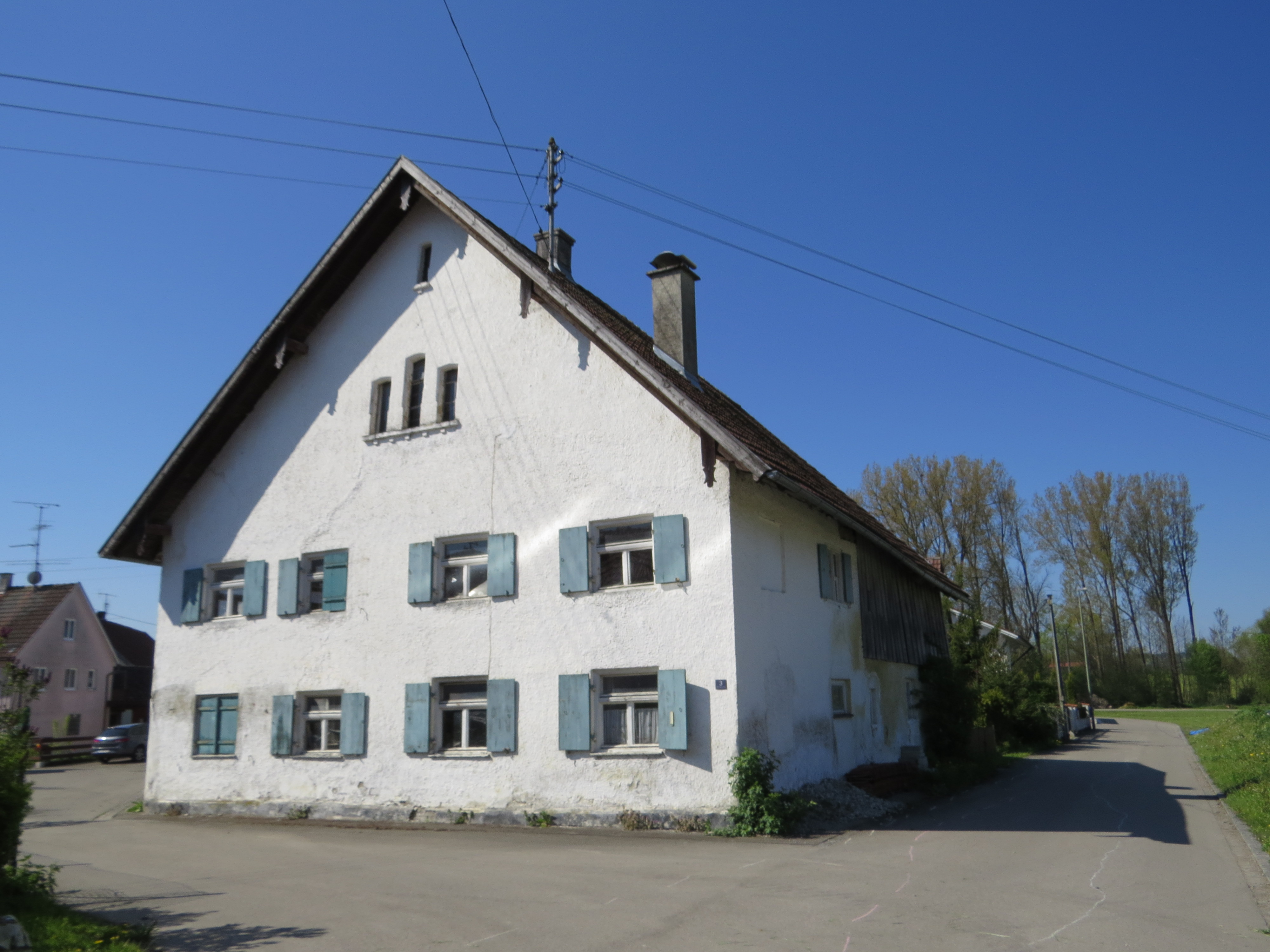
Mühlenweg 3
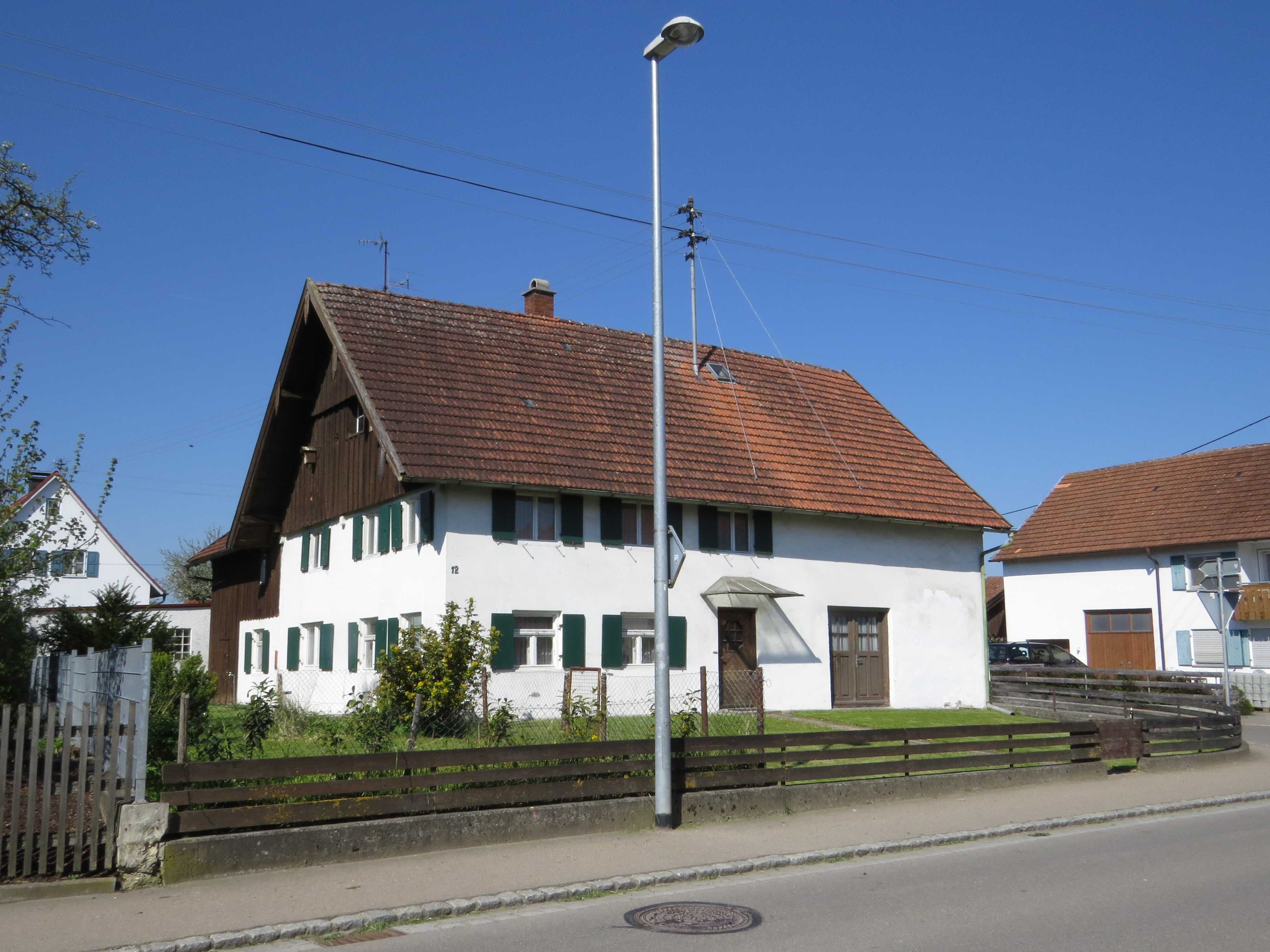
Ottobeurer Straße 12
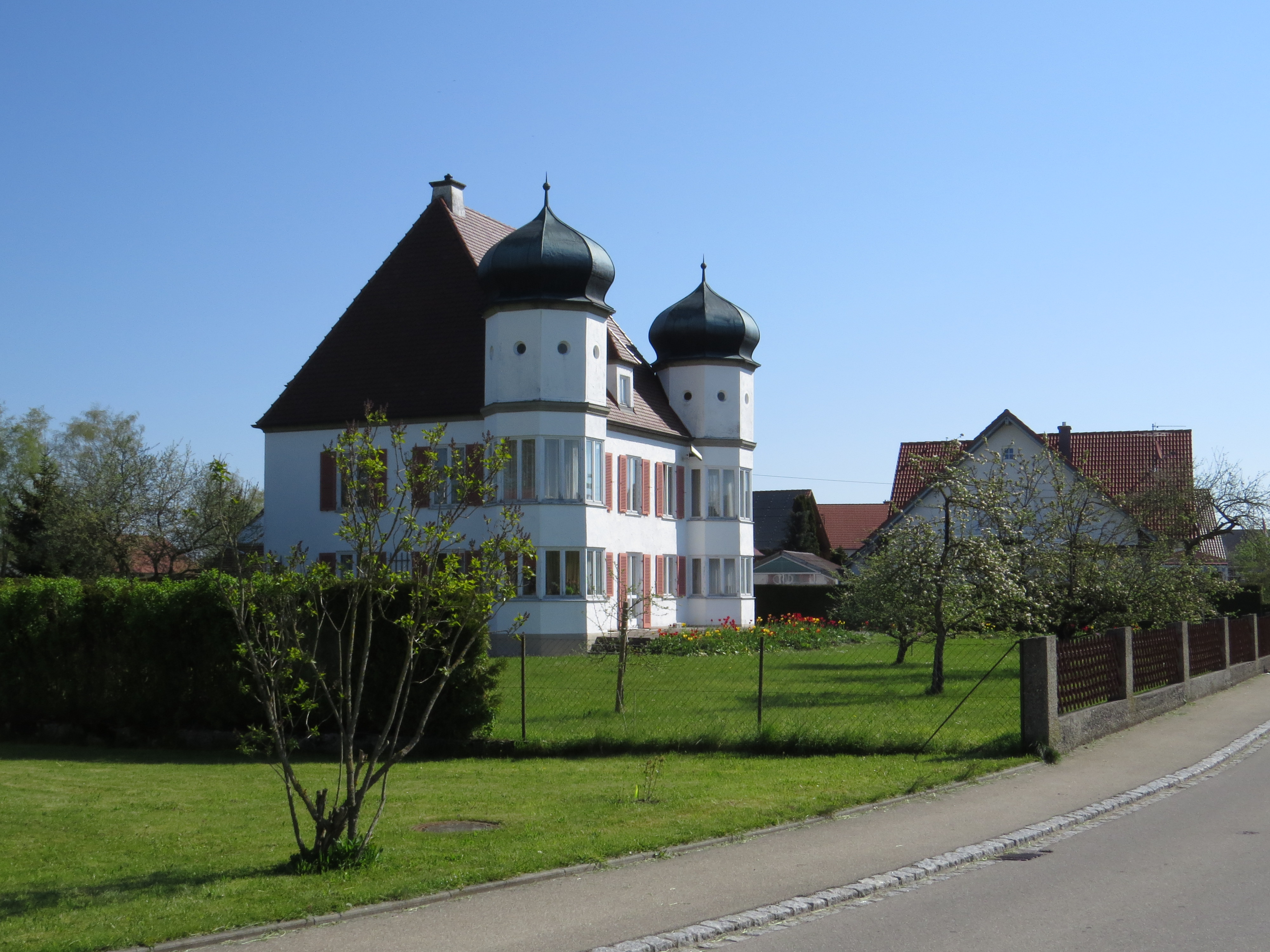
Stephansrieder Straße 14
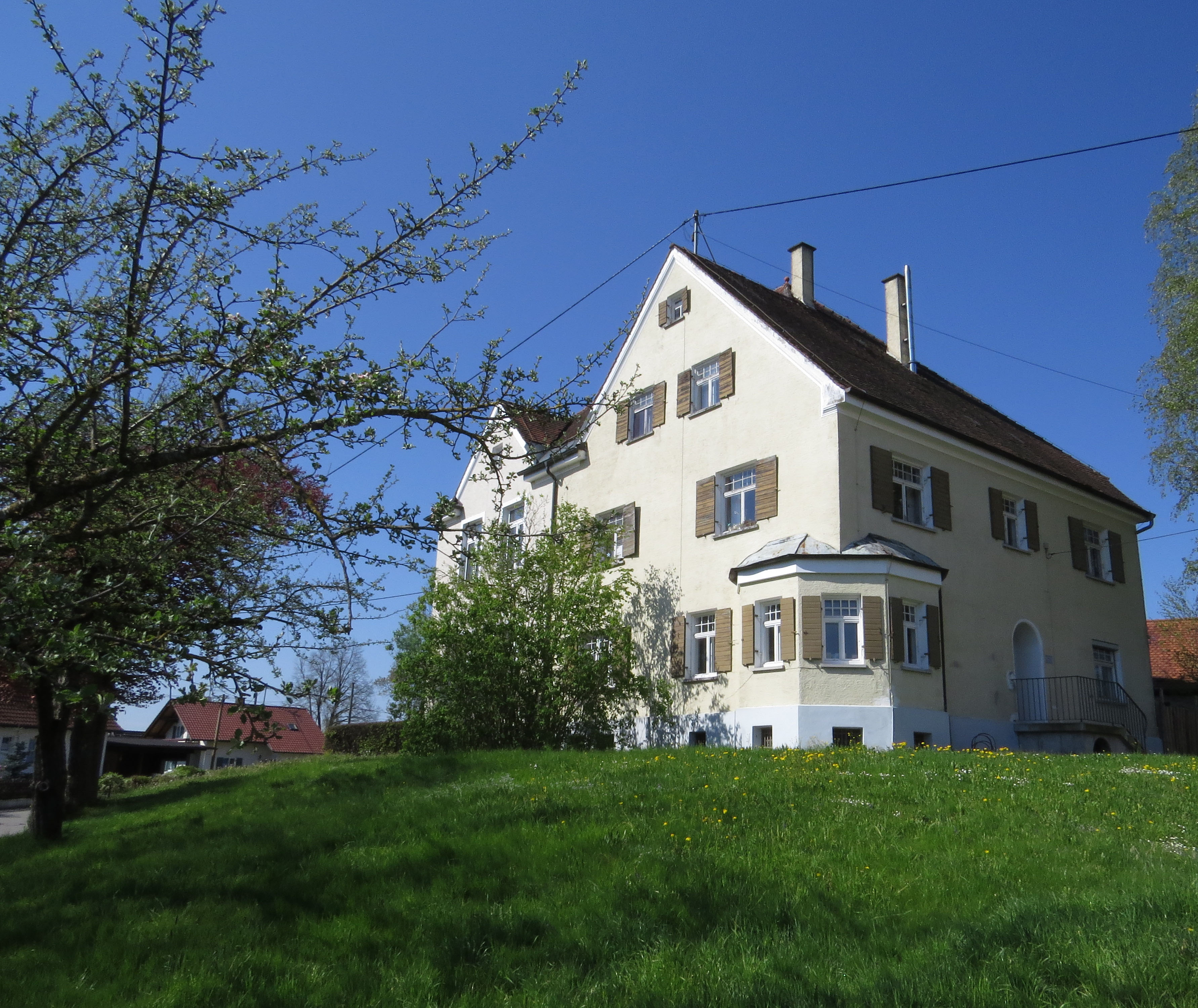
Schulweg 12